# Benjamin Byron Davis
Benjamin Byron Davis (Boston, 21 giugno 1972) è un attore statunitense.

## Carriera
È apparso principalmente in serie televisive, tra cui Senza traccia, Criminal Minds, Gilmore Girls, Windfall, MADtv, Six Feet Under, tra le altre serie. Oltre alla televisione, si esibisce anche sul palco. Nel 2011, Davis ha diretto la produzione teatrale Awake. Davis ha doppiato più personaggi in vari titoli della Rockstar Games, tra cui Grand Theft Auto: San Andreas, LA Noire ma soprattutto Red Dead Redemption e Red Dead Redemption 2, per cui ha dato la voce e la motion capture al personaggio di Dutch Van Der Linde.

## Filmografia

### Attore

#### Cinema
- Flushed, regia di Carrie Ansell (1997)
- Getting Personal, regia di Ron Burrus (1998)
- Black Eyed Sue, regia di Joe Fria e Ben Simonetti - cortometraggio (2005)
- The Alibi, regia di Matt Checkowski e Kurt Mattila (2006) - non accreditato
- The Miracle of Phil, regia di Andrew Douglas - cortometraggio (2008)
- Q: Secret Agent, regia di Casey Lee - cortometraggio (2008)
- CIS: Las Gidi, regia di Razaaq Adoti (2011)
- Talida, regia di Dave Rogers - cortometraggio (2011)
- Faded, regia di Joe Greto - cortometraggio (2012)
- Somewhere Slow, regia di Jeremy O'Keefe (2013)
- I'm Patrick, and You're Insane, regia di W. Alex Reeves - cortometraggio (2015)
- The Belko Experiment, regia di Greg McLean (2016)
- Ant-Man and the Wasp, regia di Peyton Reed (2018)
- Borderlands, regia di Eli Roth (2024)

#### Televisione
- Six Feet Under – serie TV, episodio 2x07 (2002)
- Off Centre – serie TV, episodio 1x19 (2002)
- MADtv – serie TV, episodio 8x07 (2002)
- Las Vegas – serie TV, episodio 2x04 (2004)
- The Comeback – serie TV, episodio 1x11 (2005)
- Untitled Susie Essman Project, regia di Mark Cendrowski – film TV (2005)
- Drake & Josh – serie TV, episodio 3x15 (2006)
- Related – serie TV, episodio 1x15 (2006)
- Windfall – serie TV, episodi 1x03-1x04 (2006)
- Standoff – serie TV, episodio 1x02 (2006)
- Una mamma per amica (Gilmore Girls) – serie TV, episodio 7x01 (2006)
- Heroes – serie TV, episodio 1x19 (2007)
- Senza traccia (Without a Trace) – serie TV, episodio 7x08 (2008)
- Criminal Minds – serie TV, episodio 4x25 (2009)
- NCIS: Los Angeles – serie TV, episodio 1x23 (2010)
- Medium – serie TV, episodio 7x08 (2010)
- Sonny tra le stelle (Sonny with a Chance) – serie TV, episodio 2x24 (2010)
- Desperate Housewives – serie TV, episodio 7x10 (2010)
- Twentysixmiles – serie TV (2010)
- The Homes – serie TV (2011)
- Bones – serie TV, episodio 6x16 (2011)
- Chuck – serie TV, episodio 4x23 (2011)
- Up All Night – serie TV, episodio 1x21 (2012)
- The Goodwin Games – serie TV, episodio 1x01 (2013)
- Ironside – serie TV, episodio 1x03 (2013)
- How I Met Your Mother – serie TV, episodio 9x17 (2014)
- Parks and Recreation – serie TV, episodio 6x15 (2014)
- Stay, regia di Jon Turteltaub – film TV (2015)
- Rizzoli & Isles – serie TV, episodio 7x03 (2016)
- Madtown, regia di Peter Alton – film TV (2017)

## Doppiatori italiani
Nelle versioni in italiano delle opere in cui ha recitato, Benjamin Byron Davis è stato doppiato da:
- Giuliano Bonetto in Criminal Minds
- Daniele Valenti in Desperate Housewives
- Mario Bombardieri in Rizzoli & Isles
- Alessandro Ballico in Ant-Man and the Wasp
- Dario Oppido in Borderlands